# Château de Bouzot
Le château de Bouzot  est un ancien château fort du XIIIe siècle situé à Boux-sous-Salmaise, en Bourgogne-Franche-Comté.

## Localisation
Le château est situé dans la vallée encaissée de l'Oze, au pied du talus, à 500 mètres au sud de Boux et à 100 mètres au nord du hameau de Bouzot.

## Historique
Le château est construit au XIIIe siècle sur le site d'un ancien camp préhistorique. En 1331, Étienne de Mont-Saint-Jean vend l’ensemble des terres entourant Salmaise et leurs châteaux au duc Eudes IV pour 17000 livres. En 1365 Agnès, veuve d’Étienne de Grosbois, tient du duc maisonnement, grange, étable et autre maison que tenait son mari à Boux. En 1567, Antoine d'Orge est seigneur de Bouzot. En 1587, Claude Valon de Barain secrétaire du roi, contrôleur en la chancellerie du parlement de Bourgogne, est seigneur de Bouzot. En 1617, Pierre Venot, maître des comptes en 1617 et trésorier des chartes en 1619 épouse sa fille Anne et devient seigneur de Bouzot. En 1672, un de ses descendants, Charles Venot, est seigneur de Bouzot et Hauteroche. En 1739, le domaine est tenu par Jean Desomes-Duplessy, écuyer. Après 1763, les informations font défaut[réf. souhaitée].

## Architecture
Le château est un vaste bâtiment rectangulaire flanqué de pavillons dont les tours carrées accolées aux toits en pierre semblent servir de contreforts. Face au village, une tour-porche monumentale de style baroque datant probablement du XVIIe siècle ferme la cour à l'ouest. On note également un imposant pigeonnier porche carré[réf. souhaitée].
Les façades et toitures de l'ancien pavillon d'entrée y compris le portail sont inscrits aux monuments historiques par arrêté du 25 juin 1970.